# Хелен (риф)

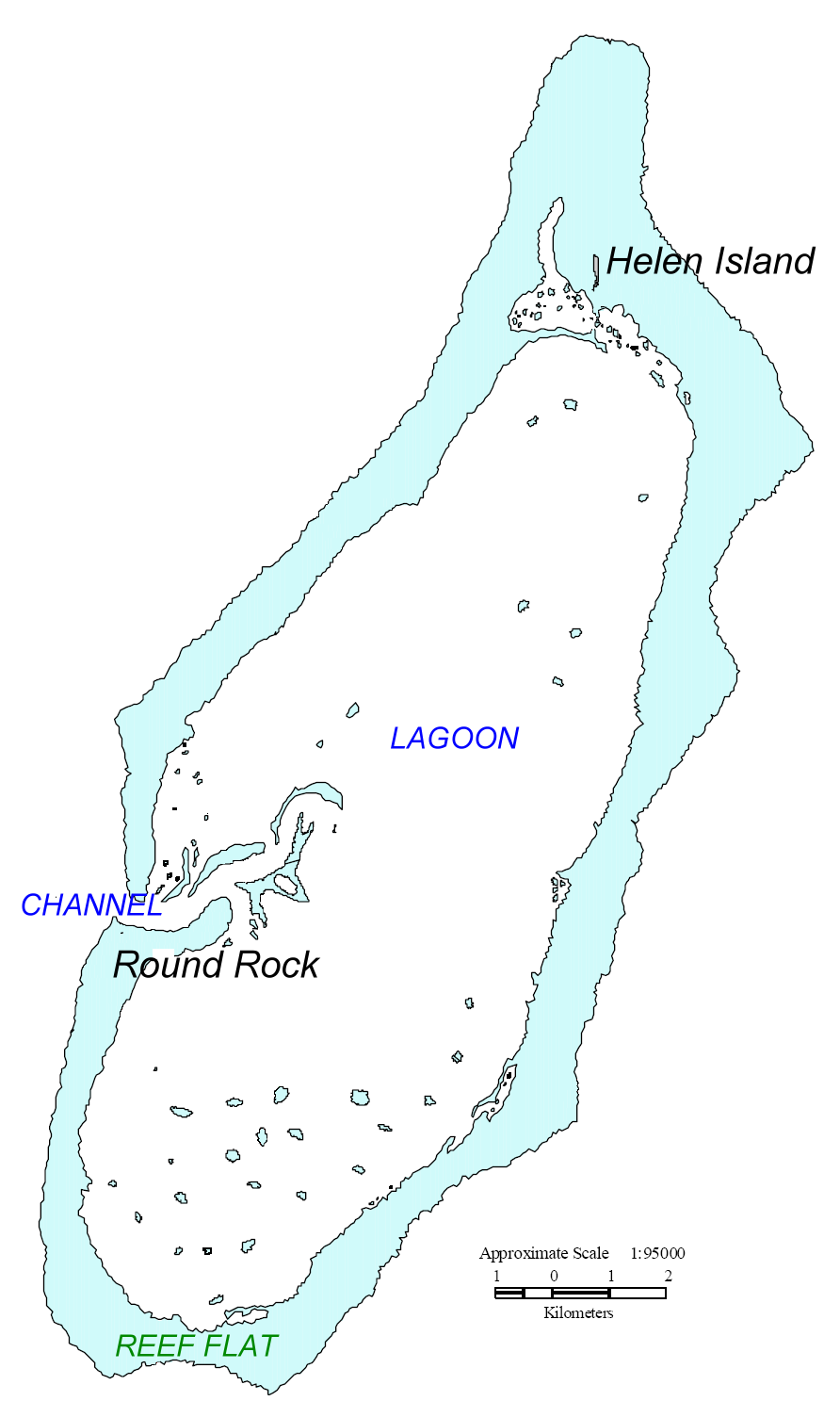
Карта атолла Хелен

Хелен (англ. Helen Reef) — атолл в Микронезии, в составе Палау. Вместе с лежащим в 70 км западнее островом Тоби образует штат Хатохобеи.
Площадь атолла вместе с лагуной составляет около 103 км², однако из них только 0,03 км² приходится на единственный одноимённый островок, на котором расположена егерская хижина. 
Климат тропический.